# 美田長彦
美田 長彦（みた おさひこ、1933年（昭和8年）11月2日 - ）は、日本の政治家。元埼玉県三郷市長（第7代 – 第9代）。旭日中綬章受章。

## 来歴
埼玉県三郷市出身。東京都立小石川高等学校（現・東京都立小石川中等教育学校）を経て、学習院大学政経学部卒。卒業後は埼玉県庁に入り、1975年、埼玉県議会議員（自由民主党）に当選する。県議を5期務め、1994年、三郷市長に当選する。市長を3期務め、2006年の市長選挙では、元三郷市議で前市長の実子である木津雅晟に敗れた。このほか三郷市国際交流協会会長、住みよい三郷をつくる会の代表を務めた。

## 栄典
- 2016年 春の叙勲で地方自治功労により旭日中綬章を受章[8]